# أونتاريو للفنيين والتقنيين في الهندسة
أونتاريو للفنيين والتقنيين في الهندسة ، أو OACETT ، هي جمعية غير ربحية، مقرها في أونتاريو، كندا.  وهي جمعية مهنية تعمل على تعزيز مصالح الفنيين والتقنيين في الهندسة والعلوم التطبيقية في الصناعة والمؤسسات التعليمية و الحكومة و الجمهور. لديها حاليا أكثر من 24000 عضو.